# William Maclure
William Maclure (27. října 1763 Ayr, Skotsko – 23. března 1840 San Angel, Mexiko) byl skotský geolog, učenec a filantrop. Je považován za „otce americké geologie“.
Ve spolupráci s Robertem Owenem (1771–1854) se také podílel na sociálních experimentech v americké Indianě v komunitě Nová Harmonie.
William Maclure byl velmi úspěšný obchodník. Poté, co vydělal velké jmění, se v roce 1797, ve věku 34 let, začal věnovat svým vědeckým a geologickým zájmům. V roce 1809 se poprvé pokusil sestavit první geologickou mapu Spojených států.

## Ocenění
Jméno Williama Maclura nese:
- Mount Maclure v Yosemitském národním parku.[3]
- Maclure (ledovec), jeden ze zbývajících ledovců v tomtéž parku.[4]
- Maklura, monotypický rod stromů, jehož zástupcem je maklura oranžová.[5]
- Macluritidae, vyhynulý rod relativně velkých gastropodů, vyskytujících se na Zemi v období od spodního ordoviku do devonu.[6]

## Dílo
- To the people of the United States. Philadelphia : [s.n.], 1807.
- Observations on the Geology of the United States explanatory of a Geological Map (1809)
- Observations on the Geology of the United States of America (1817)

### Externí odkazy

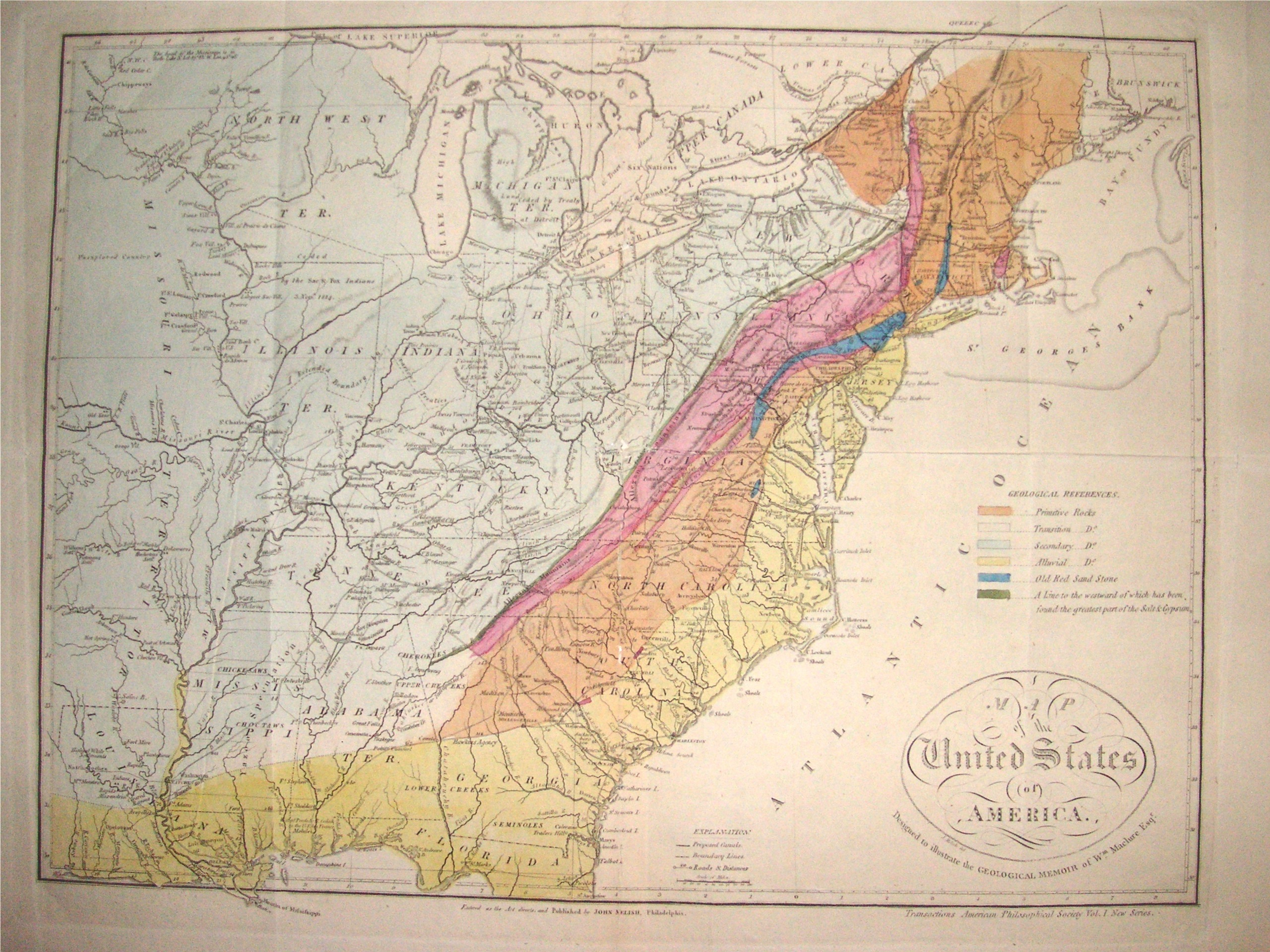
Geologická mapa USA vydaná v roce 1817